# Juan Carlos Calvo
Juan Carlos Calvo (Montevidéu, 26 de junho de 1906 - 12 de outubro de 1977)  foi um futebolista uruguaio que integrou o plantel uruguaio campeão do primeiro mundial de futebol em 1930 como suplente. Atuou como meio-campista no Miramar Misiones, um pequeno clube de Montevidéu.